# Mathias Lafolie
Mathias Antoine Lafolie, född den 16 januari 1967, är en svensk teaterregissör, professor och kulturråd vid Sveriges ambassad i Peking.

## Biografi
Lafolie är utbildad vid Södra Latin, vid den internationella teaterskolan École Jacques Lecoq i Paris samt vid Dramatiska Institutets magisterutbildning i internationell scenkonstproduktion. Lafolie arbetar som frilansande regissör i Sverige samt har introducerat svensk dramatik i andra länder. Han har satt upp teaterföreställningar bland annat i Frankrike, Ryssland, Indien och Bangladesh. Lafolie har specialiserat sig på August Strindberg och har bland annat satt upp Lycko-Pers resa i Kina med unga kinesiska skådespelare. Han har även satt upp Strindberg i Indien. 2008 gjordes en satsning av Svensk Teaterunion - Swedish ITI, Svenska institutet och Sveriges ambassad att introducera Lars Norén i Ryssland. Noréns Modet att döda sattes då upp i regi av Lafolie.
I Sverige har Lafolie varit verksam vid flera institutionsteatrar, fria teatrar såsom Teater Iris  och vid Radioteatern. Han var 2009-2011 ledamot av Svensk teaterunions styrelse som representant för  Teaterförbundet. Han valdes 2002 till styrelseordförande i Svenska Regissörsföreningen.
Efter att sedan 2007 varit delvis verksam som teaterregissör i Kina tillträdde han i september 2013 en professur vid Centrala Teaterakademien i Peking. Sedan hösten 2014 innehar han befattningen som Sveriges kulturråd vid Sveriges ambassad i Peking.

## Teater

### Regi (ej komplett)
| År   | Produktion     | Upphovsmän             | Teater                    |
| ---- | -------------- | ---------------------- | ------------------------- |
| 1993 | Mäster Olof    | August Strindberg      | Storkyrkan                |
| 2014 | Moster Malvina | Anne Charlotte Leffler | Strindbergs Intima Teater |